# José Álvarez Cubero

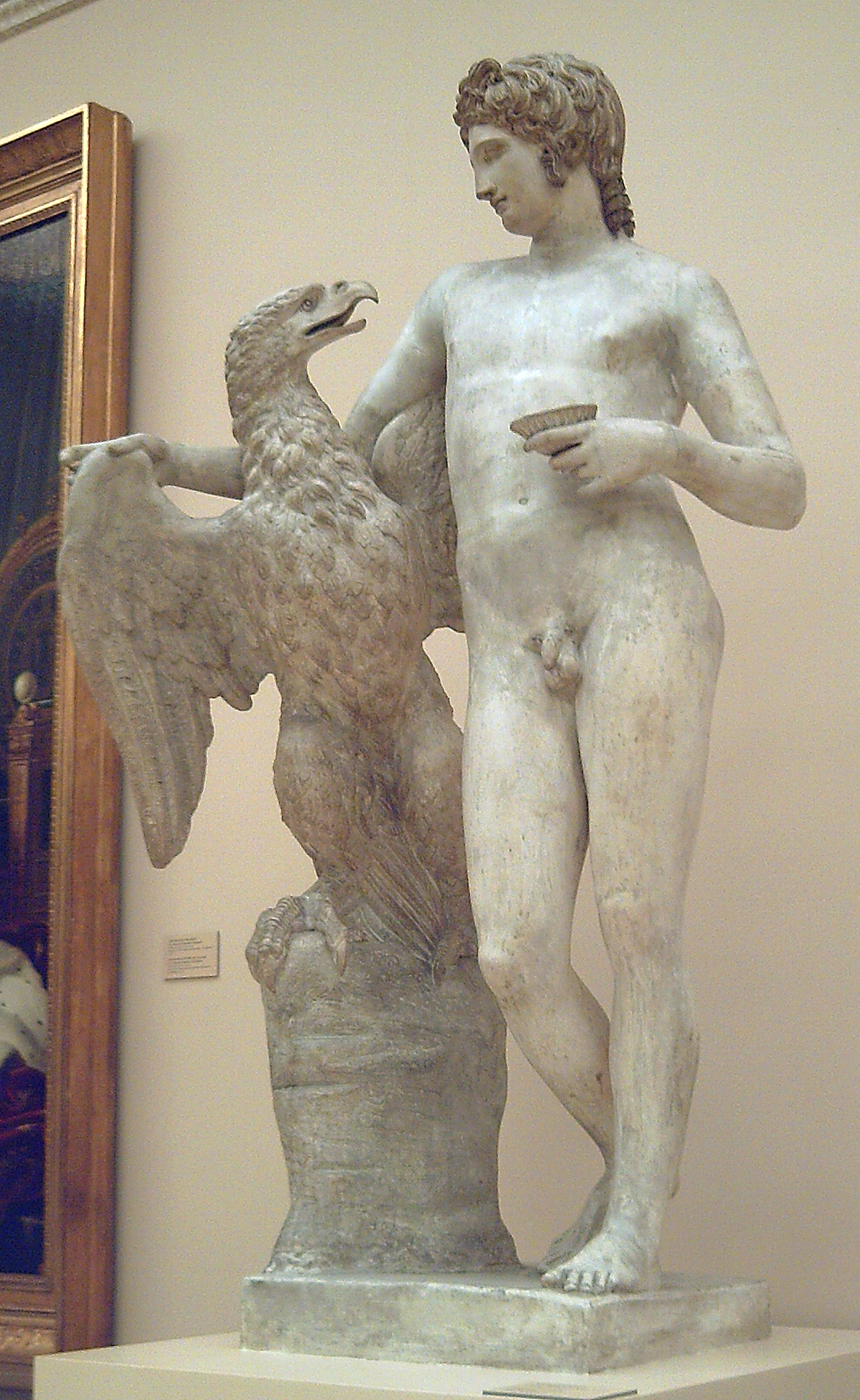
Ganimedes (1804, Reial Acadèmia de Belles Arts de San Fernando, Madrid).

José Álvarez Cubero (Priego de Córdoba, 23 d'abril de 1768 - Madrid, 26 de novembre de 1827) va ser un escultor espanyol que va realitzar una gran part de la seva carrera a París i Roma.

## Biografia
José Álvarez Cubero, nascut a Priego de Córdoba, fill de tallador de pedra, va realitzar els seus primers estudis a Còrdova, Granada i Madrid, on va ser admès en la Reial Acadèmia de Belles Arts de San Fernando. El 21 de juliol de 1799 va rebre una beca de la casa real per a prosseguir la seva formació a París on el 28 de setembre va ser registrat com alumne en l'Escola de Belles Arts de París i més tard, encara que es desconeix la data precisa, integrat en l'equip del taller de l'artista Jacques-Louis David. Gràcies a la seva relació amb l'ambaixador d'Espanya en la capital gal·la, qui era un gran admirador de José Nicolás de Azara, Álvarez Cubero va establir relacions amb l'escultor neoclàssic francès Augustin Pajou. Fins i tot va establir la seva residència en una mansió de Pajou situada al carrer Fromenteau, prop del museu del Louvre.
Álvarez Cubero es va integrar en la vida parisenca i va participar en diferents concursos. El 1804 va esculpir una de les seves obres mestres, Ganimedes (Acadèmia de San Fernando de Madrid) i va contreure matrimoni amb Isabel Bouquel i Wanreggem amb qui va tenir tres fills: José Álvarez Bouquel (París, 1805 - Burgos, 1830, escultor), Annibal (Roma, 1810 - Madrid, 1870, arquitecte) i Carlota (Roma, 1824 - Madrid, 1843). A partir de 1805, Álvarez Cubero es va instal·lar a Roma on va entaular amistat amb l'escultor Antonio Canova. Durant els 20 anys següents que romandria en la «ciutat eterna» Álvarez Cubero va ser assistent de Canova i també escultor de la cort en l'exili del rei Carles IV d'Espanya. Va realitzar dos retrats de cos sencer a la manera de la Madame Récamier de Jacques-Louis David: un d'Isabel de Bragança (Museu del Prado) i un altre de La duquessa de Ariza (Palau de Llíria de Madrid), aquest últim encarregat per Carlos Miguel Fitz-James, duc d'Alba. En 1825, va emprendre el seu viatge de retorn a Espanya per vaixell, trajecte que va resultar accidentat després del naufragi del vaixell prop de Perpinyà. En els seus últims dos anys a Espanya, Álvarez Cubero va prosseguir amb el seu art, realitzant diverses escultures.